# Nibelungenfestspiele Worms
Die Nibelungenfestspiele Worms (gebräuchliche Schreibweise: Nibelungen-Festspiele) sind ein Theaterfestival, das seit seiner Wiederbegründung 2002 alljährlich meist im Juli oder August im Rahmen des Kultursommers Rheinland-Pfalz stattfindet. Aufführungsort ist eine Freiluftbühne direkt vor dem Wormser Dom. Als Gründungsintendant wurde Klaus Naseband eingesetzt. Von 2003 bis zur Inszenierung 2014 ist Dieter Wedel Intendant gewesen. Seit 2015 hat Produzent Nico Hofmann die Intendanz der Nibelungen-Festspiele inne.

## Geschichte
Während des Dritten Reichs 1937 begründet, stand auf dem Spielplan der bis 1939 veranstalteten Nibelungenfestspiele ausschließlich Hebbels dreiteiliges Drama „Die Nibelungen“ von 1861. Im Gründungsjahr hatte Joseph Goebbels die Schirmherrschaft übernommen, und Richard Weichert hatte Hebbels' Werk in zwei Teile zusammengezogen.
1938 fanden die Festspiele vom 24. Juni bis 4. Juli statt. Es traten Agnes Straub als Kriemhild, Maria Koppenhöfer als Brunhilde, Jochen Poelzig (Sohn von Hans Poelzig) als Siegfried, Karl Zistig als Hagen sowie Max Nemetz als Etzel auf. Zu diesem Zeitpunkt war unklar, ob die Veranstaltung auch künftig im Jahresrhythmus stattfinden könnte. Gauleiter Jakob Sprenger von Hessen-Nassau erklärte sich jedoch zu dauerhafter finanzieller Förderung bereit.
1939 fand die Veranstaltung in der letzten Juniwoche unter der Gesamtleitung von Intendant Franz Everth statt. Wie in den Vorjahren war das Hessische Landestheater Darmstadt für die Durchführung verantwortlich. Regie hatte erneut Richard Weichert. Das ausdrückliche Ziel der NS-Propaganda lautete: „Der Stil der Aufführungen soll, stärker noch als bisher, die Treue als Absolutes in den Mittelpunkt stellen. Demgemäß wird der Darstellungsstil der Künstler noch mehr als es in den letzten Jahren geschah, ins Heroische gesteigert werden.“
Ein Wiederaufnahmeversuch der Festspiele im Jahr 1956 blieb ohne dauerhaften Erfolg.
Im Jahre 2002 gab es die erste Neuinszenierung der Nibelungenfestspiele, um Worms wieder als Festspielstadt zu etablieren. Theater- und Filmgrößen wie unter anderen Dieter Wedel, Mario Adorf und Maria Schrader wurden engagiert, um bundesweit Aufsehen zu erregen. In der Fassung von Moritz Rinke fanden am Südportal des Wormser Domes dann die ersten Festspiele statt. Im Sommer 2010 wurde aus finanziellen Gründen in einem kleineren Rahmen eine improvisierte Version der Festspiele „Teufel, Gott und Kaiser – Improvisationen über eine Zeit, in der das Nibelungenlied entstand“ auf dem Platz der Partnerschaft gespielt und das Ambiente in der Nähe des Kaiserdomes einbezogen. Im Jahre 2011, als die Nibelungenfestspiele ihr 10-jähriges Jubiläum feierten, gab es wieder eine große Aufführung vor dem Wormser Kaiserdom unter freiem Himmel. Dabei entfernte sich der Intendant und Regisseur erstmals von dem ursprünglichen Stoff der Nibelungen. Inszeniert wurde Die Geschichte des Joseph Süß Oppenheimer, genannt Jud Süß.
Seit 2018 verleihen die Stadt Worms und die Nibelungenfestspiele den nach Mario Adorf benannten Mario-Adorf-Preis. Er wird an Schauspieler, Bühnenbilder, Regisseure  oder andere Mitglieder der Nibelungenfestspiele verliehen, die sich durch außergewöhnliche künstlerische Leistung hervorheben. Adorf selbst gehört zum Kuratorium der Festspiele und sitzt in der Jury. Er initiierte 2002 unter anderem die Festspiele und wirkte selbst 2002 und 2003 als Schauspieler mit. Der Preis ist eine gläserne Stele mit einem Drachenmotiv des Illustrators Hendrik Dorgathen, außerdem ist er mit 10.000 Euro dotiert.

## Inszenierungen

### Die Rinke-Inszenierung

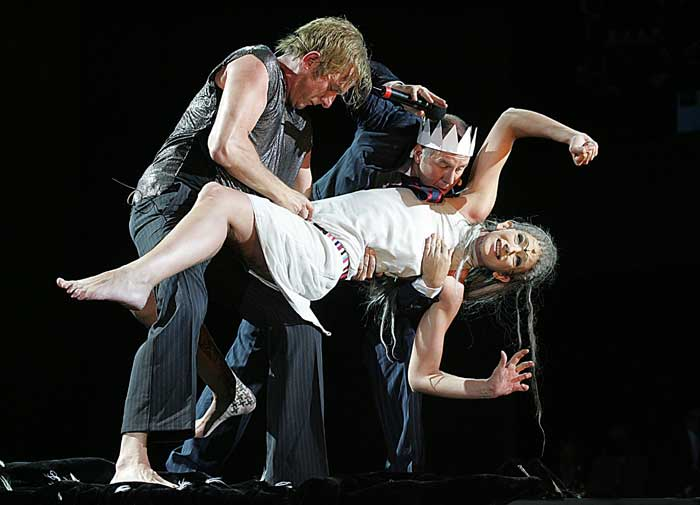
Puls, Krol, Lindow (2004)

Die beiden ersten Aufführungen 2002 und 2003 wurden von Dieter Wedel nach der Fassung von Moritz Rinke aufgeführt. Rinke wurde von der Stadt Worms beauftragt, das Hebbel-Stück zu dramatisieren, und schuf eine Neuinterpretation, ohne wirklich neu zu interpretieren. Die Begründung Rinkes und seiner Auftraggeber lautet: Er vermeide Patriotismus und schwäche verhängnisvolles Ehrgefühl ab, um so den bitteren Beigeschmack des von den Nationalsozialisten missbrauchten germanischen Mythos zu vermeiden. Das „nationalsozialistische Vorurteil gegenüber der Nibelungensage“ abzulegen, war eines seiner Ziele.
Anstoß erregte unter anderem die Schlussszene, in der Hildebrand sagt:
 „Noch niemals standen Männer

 Zusammen wie die Nibelungen hier

 Und was sie auch verbrochen haben mögen

 Sie habens gut gemacht durch diesen Mut

 Und diese Treue, die sie doppelt ehrt.“
Kritisiert wurde, dass Rinke die blinde Gefolgschaftstreue und übertriebenes Ehrgefühl, wie man sie vom Original und von anderen Fassungen her kannte, einfach wegließ, somit die unvermeidbaren Konsequenzen nicht klar als solche erkennen lässt und dass das Stück sich in dieser Form von der Intentionen des Dichters unterscheidet.
Dieter Wedel arbeitete 2002 eng mit Rinke zusammen. Die Fassung wurde insgesamt von über 50.000 Freispielgästen gesehen. Am 17. August, dem Tag der Theaterpremiere, übertrug 3sat mit einer ca. 30-minütigen Verzögerung in voller Länge die Live-on-tape-Aufzeichnung. Eine bearbeitete Fernsehfassung war am 29. September 2002 im ZDF zu sehen.

### Die Hebbel-Inszenierung
In den Jahren 2004 und 2005 wurde die Inszenierung von Friedrich Hebbel aus dem Jahre 1861 aufgeführt. Hebbel brachte die 2379 vierzeiligen Aventiuren auf 5456 Zeilen Dialog. Durch die Dramaform wurde der Stoff gerafft. Einige Szenen und Details sind daher nur gekürzt vorhanden. Unter der Regie von Karin Beier wurden nun die Rollen der beiden Königinnen Brunhild und Kriemhild hervorgehoben. Sie wurden als Opfer der von Männern dominierten Politik dargestellt.

### Neue Rinke-Inszenierung
Von 2006 bis 2008 wurde eine neue Fassung der Nibelungensage, wiederum geschrieben von Moritz Rinke, gezeigt. Jedoch wurde jetzt das Stück in zwei Teilen aufgeführt. Im Jahr 2006 wurden „Siegfrieds Frauen“ dargestellt. Das Stück endete mit Siegfrieds Tod. Im darauf folgenden Jahr 2007 konnten die Zuschauer „Die letzten Tage von Burgund“ erleben. 2008 folgte eine Zusammenschau beider Teile im täglichen Wechsel. Erneut führte in allen Jahren Dieter Wedel Regie.

### John von Düffels Komödie
2009 wurde erstmals eine komödiantische Bearbeitung des Nibelungenstoffs gegeben, „Das Leben des Siegfried“ von John von Düffel. Regie führte Gil Mehmert. Zum zweiten Mal nach 2002 übertrug 3sat die Premiere im Fernsehen mit einer ca. 30-minütigen Verzögerung im Live-on-tape-Verfahren.

## Besetzungen

### 2002: Die Nibelungen
| Regie:                 | Dieter Wedel       |
| Fassung:               | Moritz Rinke       |
| Intendant:             | Klaus Naseband     |
| Siegfried:             | Götz Schubert      |
| Hagen:                 | Mario Adorf        |
| Kriemhild:             | Maria Schrader     |
| Brunhild:              | Judith Rosmair     |
| Giselher:              | André Eisermann    |
| Gunter:                | Wolfgang Pregler   |
| Gernot:                | Josef Ostendorf    |
| Etzel und Burgwächter: | Hans Diehl         |
| Ute:                   | Susanne Tremper    |
| Dietrich v. Bern:      | Uwe Friedrichsen   |
| Hunold:                | Siegfried Kernen   |
| Ort:                   | Südportal des Doms |

### 2003: Die Nibelungen
| Regie:                 | Dieter Wedel       |
| Fassung:               | Moritz Rinke       |
| Intendant:             | Dieter Wedel       |
| Siegfried:             | Götz Schubert      |
| Hagen:                 | Manfred Zapatka    |
| Kriemhild:             | Maria Schrader     |
| Brunhild:              | Wiebke Puls        |
| Etzel und Burgwächter: | Hans Diehl         |
| Giselher:              | André Eisermann    |
| Gernot:                | Josef Ostendorf    |
| Ortwin v. Metz:        | Joachim Nimtz      |
| Ute:                   | Susanne Tremper    |
| Sindold:               | Christoph Grunert  |
| Hunold:                | Siegfried Kernen   |
| Sprecher Prolog:       | Mario Adorf        |
| Ort:                   | Südportal des Doms |

### 2004: Die Nibelungen – EindeutschesTrauerspiel
| Regie:       | Karin Beier         |
| Fassung:     | Friedrich Hebbel    |
| Intendant:   | Dieter Wedel        |
| Siegfried:   | Martin Lindow       |
| Hagen:       | Manfred Zapatka     |
| König Etzel: | Itzhak Fintzi       |
| Rüdiger:     | Michael Wittenborn  |
| Kriemhild:   | Maria Schrader      |
| Brunhild:    | Wiebke Puls         |
| Giselher:    | André Eisermann     |
| Gunther:     | Joachim Król        |
| Ort:         | Nordportal des Doms |

### 2005: Die Nibelungen – EindeutschesTrauerspiel
| Regie:     | Karin Beier          |
| Fassung:   | Friedrich Hebbel     |
| Intendant: | Dieter Wedel         |
| Siegfried: | Götz Schubert        |
| Hagen:     | Manfred Zapatka      |
| Kriemhild: | Maria Schrader       |
| Brunhild:  | Wiebke Puls          |
| Giselher:  | André Eisermann      |
| Gunther:   | Joachim Król         |
| Gernot:    | Sebastian Hufschmidt |
| Ort:       | Nordportal des Doms  |

### 2006: Die Nibelungen – Siegfrieds Frauen
| Regie:               | Dieter Wedel        |
| Fassung:             | Moritz Rinke        |
| Intendant:           | Dieter Wedel        |
| Siegfried:           | Robert Dölle        |
| Hagen:               | Wolfgang Pregler    |
| Kriemhild:           | Jasmin Tabatabai    |
| Brunhild:            | Annika Pages        |
| Giselher:            | Christian Nickel    |
| Gunther:             | Roland Renner       |
| Gernot:              | Robert Joseph Bartl |
| Isolde:              | Sonja Kirchberger   |
| Burgwächter/Erzähler | André Eisermann     |
| Ort:                 | Südportal des Doms  |

### 2007: Die Nibelungen – Die letzten Tage von Burgund
| Regie:                       | Dieter Wedel        |
| Fassung:                     | Moritz Rinke        |
| Intendant:                   | Dieter Wedel        |
| Kriemhild:                   | Jasmin Tabatabai    |
| Brünhild:                    | Annika Pages        |
| Hagen:                       | Dieter Mann         |
| Giselher:                    | André Eisermann     |
| Gunther:                     | Roland Renner       |
| Gernot:                      | Sven Walser         |
| Sindold:                     | Tilo Keiner         |
| Ortwin von Metz:             | Frank Röth          |
| Hans, der Bote:              | Andreas Bisowski    |
| Rüdiger:                     | Ilja Richter        |
| Dietlinde, Rüdigers Tochter: | Dominique Voland    |
| Dietrich von Bern:           | Jörg Pleva          |
| König Etzel:                 | Dieter Laser        |
| Sylva:                       | Anouschka Renzi     |
| Magd:                        | Laina Schwarz       |
| Der Junge Hauptmann:         | Mark Hinkel         |
| Ort:                         | Nordportal des Doms |

### 2008: Die neuen Nibelungen – „Siegfrieds Frauen“ und „Die letzten Tage von Burgund“
| Regie:                       | Dieter Wedel        |
| Fassung:                     | Moritz Rinke        |
| Siegfried:                   | Robert Dölle        |
| Kriemhild:                   | Annett Renneberg    |
| Brünhild:                    | Meret Becker        |
| Ute:                         | Susanne Tremper     |
| Hagen:                       | Uwe Bohm            |
| Volker v. Alzey:             | Walter Plathe       |
| Giselher:                    | André Eisermann     |
| Gunther:                     | Roland Renner       |
| Gernot:                      | Sven Walser         |
| Sindold:                     | Tilo Keiner         |
| Hans, der Bote:              | Andreas Bisowski    |
| Rüdiger:                     | Ilja Richter        |
| Dietlinde, Rüdigers Tochter: | Dominique Voland    |
| Dietrich von Bern:           | Jörg Pleva          |
| König Etzel:                 | Dieter Laser        |
| Sylva:                       | Anouschka Renzi     |
| Magd:                        | Laina Schwarz       |
| Der Junge Hauptmann:         | Mark Hinkel         |
| Ort:                         | Nordportal des Doms |

### 2009: Das Leben des Siegfried
| Intendant: | Dieter Wedel                                |
| Regie:     | Gil Mehmert                                 |
| Fassung:   | John von Düffel                             |
| Hagen:     | Christoph Maria Herbst                      |
| Siegfried: | André Eisermann                             |
| Seefred:   | Mathias Schlung                             |
| Kriemhild: | Susanne Bormann                             |
| Brünhild:  | Nina Petri                                  |
| Frigga:    | Inga Busch                                  |
| Gunther:   | Gustav Peter Wöhler                         |
| Tuborg:    | Gennadi Vengerov                            |
| Ort:       | Westchor des Doms – Platz der Partnerschaft |

### 2010: „Teufel, Gott und Kaiser“– Improvisationen über eine Zeit, in der das Nibelungenlied entstand
| Gesamtleitung: | Dieter Wedel |
| Schauspieler:  | Meret Becker, Roland Renner, Peter Striebeck, Heinz Hoenig, Dirk Bach, Steffi Plattner, Tilo Keiner, Dominique Voland, Anouschka Renzi, Alexandra Kamp, Joern Hinkel |
| Musik:         | Ludwig Auwald |
| Ort:           | Westchor des Doms – Platz der Partnerschaft |

### 2011: Uraufführung „Die Geschichte des Joseph Süß Oppenheimer, genannt Jud Süß“
| Regie:                                   | Dieter Wedel                                |
| Autor:                                   | Joshua Sobol                                |
| Intendant:                               | Dieter Wedel                                |
| Musik:                                   | Ludwig Auwald                               |
| Joseph Süß Oppenheimer:                  | Rufus Beck                                  |
| Isaak Landauer:                          | Peter Striebeck                             |
| Herzog Karl Alexander:                   | Jürgen Tarrach                              |
| Herzogin Marie-Auguste:                  | Teresa Weißbach                             |
| Remchingen, Erster Minister:             | Manfred Zapatka                             |
| Sybille Remchingen, seine Tochter:       | Natascha Paulick                            |
| Speckenschwardt, General:                | Walter Plathe                               |
| Von Creg, Gutsherr:                      | Philipp Otto                                |
| Sturm, Mitglied der Landstände:          | André Eisermann                             |
| Burkhart, Bürgermeister von Stuttgart:   | Tilo Keiner                                 |
| Luzie Fischer, eine Schankmagd:          | Felicitas Woll                              |
| Graziella, Schauspielerin- und Tänzerin: | Nadine Schori                               |
| Gräfin Wilhelmine von Grävenitz:         | Heike Kloss                                 |
| Frau von Götz:                           | Anouschka Renzi                             |
| Dorothea von Götz:                       | Dominique Voland                            |
| August von Götz:                         | Sebastian Achilles                          |
| Demler, ein Pächter:                     | Johannes Brandrup                           |
| Babette, Tochter von Demler:             | Valentina Jimenez Torres                    |
| Hofprediger:                             | Joern Hinkel                                |
| Lakai:                                   | Peter Wagner                                |
| Ort:                                     | Westchor des Doms – Platz der Partnerschaft |
| Zeitraum:                                | 25. Juni bis 10. Juli 2011                  |

### 2012: „Das Vermögen des Herrn Süss“
| Regie:                                 | Dieter Wedel                                |
| Autor:                                 | Joshua Sobol                                |
| Intendant:                             | Dieter Wedel                                |
| Musik:                                 | Ludwig Auwald                               |
| Joseph Süß Oppenheimer:                | Tom Quaas                                   |
| Isaak Landauer:                        | Peter Striebeck                             |
| Herzog Karl Alexander:                 | Walter Plathe                               |
| Herzogin Marie-Auguste:                | Teresa Weißbach                             |
| Remchingen, Erster Minister:           | Roland Renner                               |
| Sybille Remchingen, seine Tochter:     | Marie Zielcke                               |
| Speckenschwardt, General:              | Dieter Laser                                |
| Von Creg, Gutsherr:                    | Philipp Otto                                |
| Sturm, Mitglied der Landstände:        | André Eisermann                             |
| Burkhart, Bürgermeister von Stuttgart: | Tilo Keiner                                 |
| Luzie Fischer, eine Schankmagd:        | Anna Graenzer                               |
| Gräfin Wilhelmine von Grävenitz:       | Heike Kloss                                 |
| Frau von Götz:                         | Anja Kruse                                  |
| Dorothea von Götz:                     | Henrike von Kuick                           |
| August von Götz:                       | Sebastian Achilles                          |
| Demler, ein Pächter:                   | Michael Lesch                               |
| Babette, Tochter von Demler:           | Valentina Jimenez Torres                    |
| Hofprediger:                           | Joern Hinkel                                |
| Lakai:                                 | Peter Wagner                                |
| Rocksänger:                            | Peter Englert                               |
| Band in den Filmeinspielern:           | The Döftels                                 |
| Ort:                                   | Westchor des Doms – Platz der Partnerschaft |
| Zeitraum:                              | 3. bis 19. August 2012                      |

### 2013: Die Nibelungen – Neuinszenierung „Hebbels Nibelungen - born to die“
| Regie:                  | Dieter Wedel                                |
| Autor:                  | Dieter Wedel                                |
| Intendant:              | Dieter Wedel                                |
| Komponist:              | Jörg Gollasch                               |
| Siegfried:              | Vinzenz Kiefer                              |
| Kriemhild:              | Cosma Shiva Hagen                           |
| Brünhild:               | Kathrin von Steinburg                       |
| Gunther:                | Bernd Michael Lade                          |
| Hagen:                  | Lars Rudolph                                |
| Frigga:                 | Loretta Pflaum                              |
| Königin Ute:            | Susanne Uhlen                               |
| Volker:                 | Markus Majowski                             |
| Rüdiger von Bechelaren: | Roland Renner                               |
| Kaplan:                 | André Eisermann                             |
| Giselher:               | Kai Malina                                  |
| Gerenot:                | Peter Englert                               |
| Rumolt:                 | Tilo Keiner                                 |
| Ort:                    | Westchor des Doms – Platz der Partnerschaft |
| Zeitraum:               | 5. bis 21. Juli 2013                        |

### 2014: Hebbels Nibelungen „Born this way“
| Regie:                  | Dieter Wedel                |
| Autor:                  | Dieter Wedel                |
| Intendant:              | Dieter Wedel                |
| Komponist:              | Jörg Gollasch               |
| König Etzel:            | Erol Sander                 |
| Kriemhild:              | Charlotte Puder             |
| Dietrich von Bern:      | Robert Joseph Bartl         |
| Gunther:                | Christian Nickel            |
| Hagen:                  | Lars Rudolph                |
| Frigga:                 | Loretta Pflaum              |
| Königin Ute:            | Susanne Uhlen               |
| Volker:                 | Markus Majowski             |
| Rüdiger von Bechelaren: | Roland Renner               |
| Kaplan:                 | André Eisermann             |
| Giselher:               | Raúl Semmler                |
| Gerenot:                | Peter Englert               |
| Götelinde:              | Elisabeth Lanz              |
| Gudrun:                 | Ute Reiber                  |
| König Thüring:          | Sebastian Achilles          |
| König Ihring:           | Guido A. Schick             |
| Werbel:                 | Michael Tregor              |
| Ort:                    | Nordportal des Doms         |
| Zeitraum:               | 18. Juli bis 3. August 2014 |

### 2015: Uraufführung: „GEMETZEL“
| Regie:                 | Thomas Schadt                   |
| Autor:                 | Albert Ostermaier               |
| Intendant:             | Nico Hofmann                    |
| Komponist:             | Jan Zehrfeld                    |
| Ortlieb:               | Alina Levshin                   |
| Narr:                  | Maik Solbach                    |
| Kriemhild:             | Judith Rosmair                  |
| Brünhild:              | Catrin Striebeck                |
| Etzel:                 | Markus Boysen                   |
| Hagen:                 | Max Urlacher                    |
| Dietrich:              | Heiko Pinkowski                 |
| Gunther:               | Holger Kunkel                   |
| Gernot:                | Gabriel Raab                    |
| Giselher:              | Peter Becker                    |
| Zofe:                  | Marion Breckwoldt               |
| Volker:                | Tom Radisch                     |
| Erzähler:              | Radu Cojocariu                  |
| Ort:                   | Nordportal des Doms             |

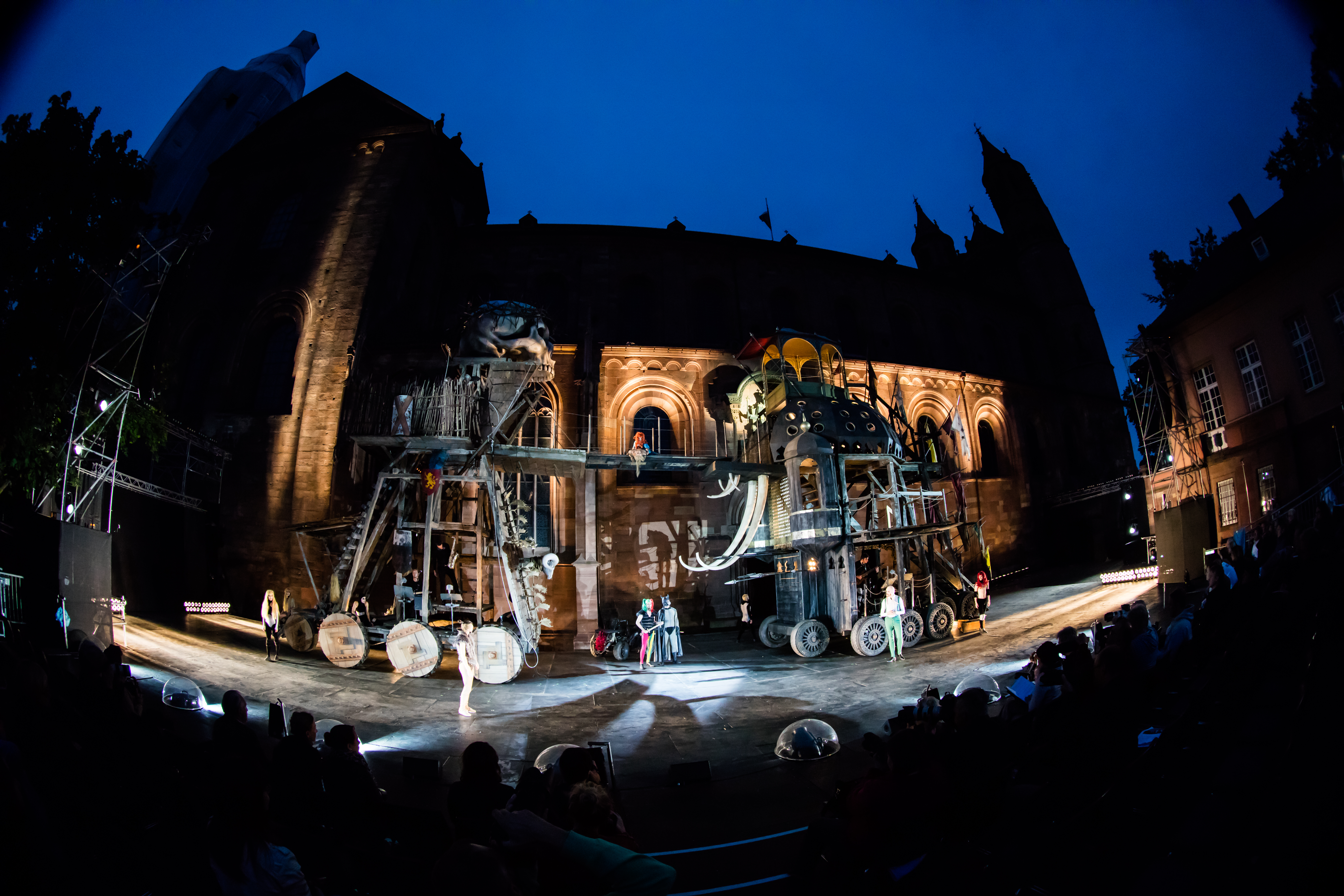
„Gemetzel“ Nibelungenfestspiele in Worms 2015

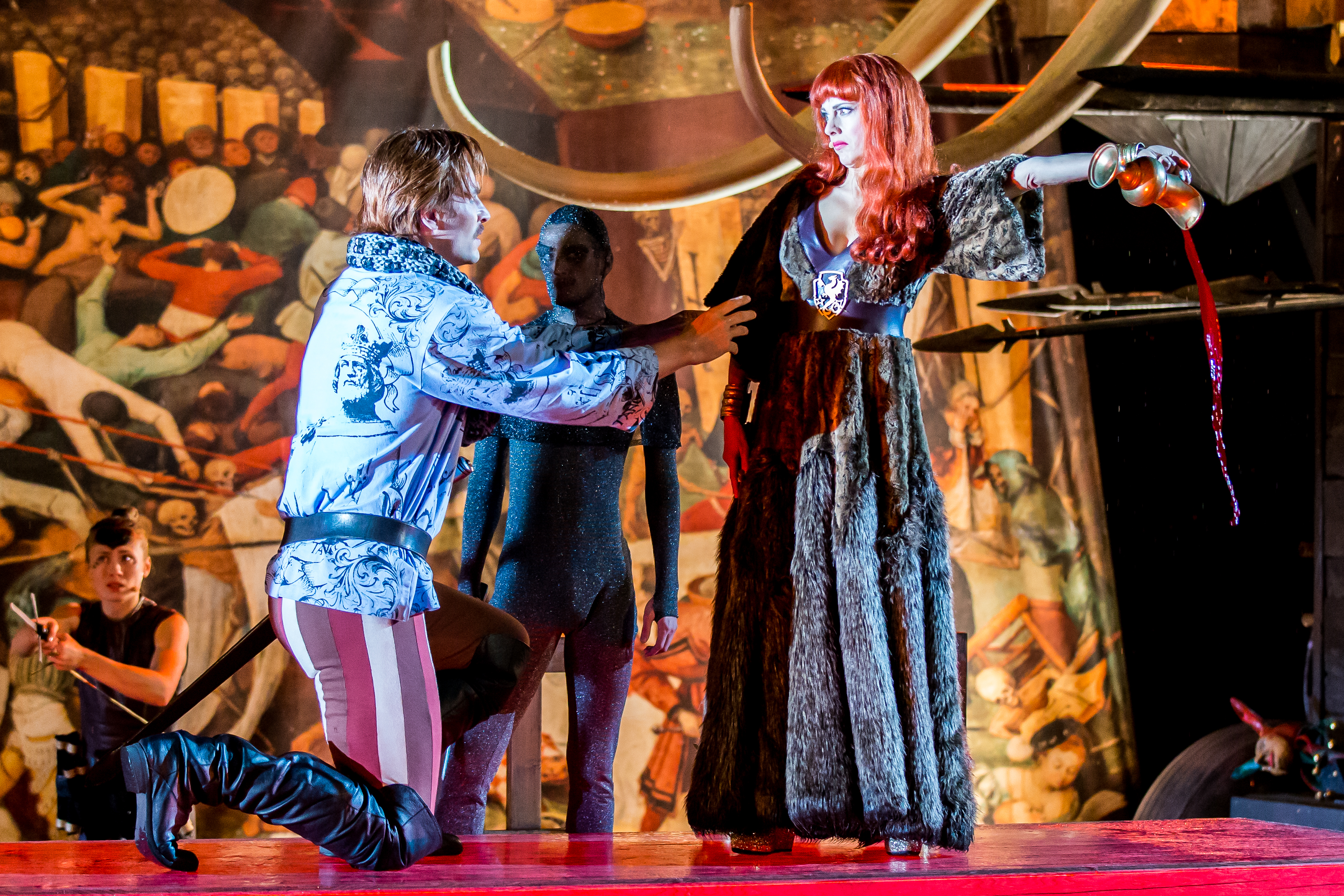
„Gemetzel“ Nibelungenfestspiele in Worms 2015

| Zeitraum:              | 31. Juli bis 16. August 2015    |
| Bilder der Aufführung: | Nibelungenfestspiele Worms 2015 |

### 2016: Uraufführung: „GOLD. Der Film der Nibelungen“
| Regie:                                | Nuran David Calis               |
| Autor:                                | Albert Ostermaier               |
| Intendant:                            | Nico Hofmann                    |
| Ensemble:                             |                                 |
| Produzent Konstantin Trauer:          | Uwe Ochsenknecht                |
| Regisseur Arsenij Kubik:              | Vladimir Burlakov               |
| Drehbuchautor Charlie P. Weide:       | Josef Ostendorf                 |
| Society Reporter Peter Scheumer:      | Dominic Raacke                  |
| Kamerafrau „the eye“:                 | Anna Rot                        |
| Setdesignerin „set“:                  | Joy Maria Bai                   |
| Assistentin des Produzenten Carmen:   | Alexandra Kamp                  |
| Maskenbildnerin Sueyla Blume:         | Ayşe Bosse                      |
| die Ältere Kriemhild Karina Bergmann: | Katja Weitzenböck               |
| die Jüngere Kriemhild Simone Gehel:   | Constanze Wächter               |
| die Ältere Brünhild Lotte Jünger:     | Michaela Steiger                |
| die Jüngere Brünhild Nathalie Aurun:  | Dennenesch Zoudé                |
| Siegfried Mohamad Söder:              | Ismail Deniz                    |
| Hagen René Inner:                     | Sascha Göpel                    |
| Gunther Klaus Castel:                 | Maximilian Laprell              |
| Bürgermeister Franz Koppoler:         | Heiner Lauterbach               |
| Ort:                                  | Nordportal des Doms             |

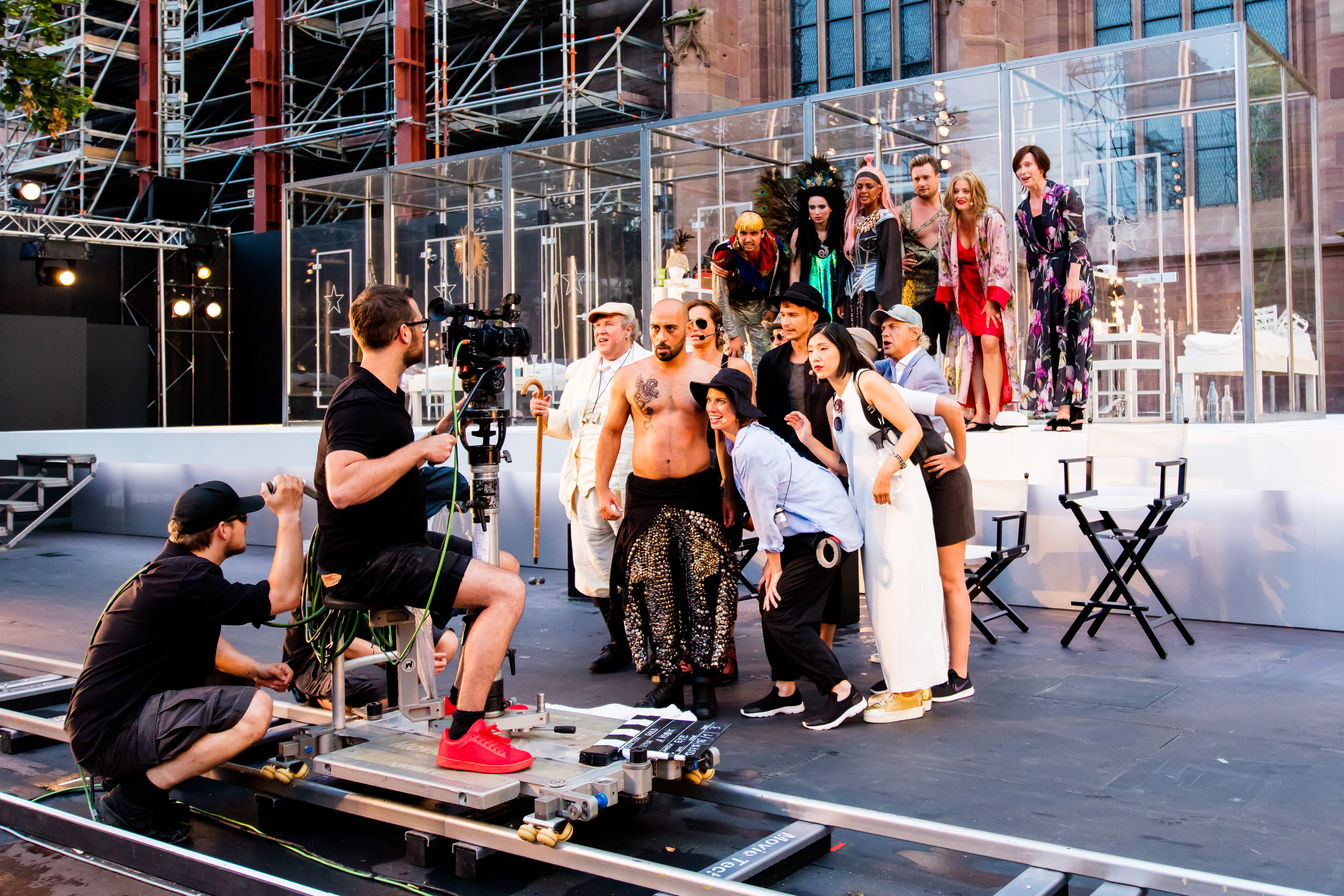
„GOLD. Der Film der Nibelungen“ Nibelungenfestspiele in Worms 2016

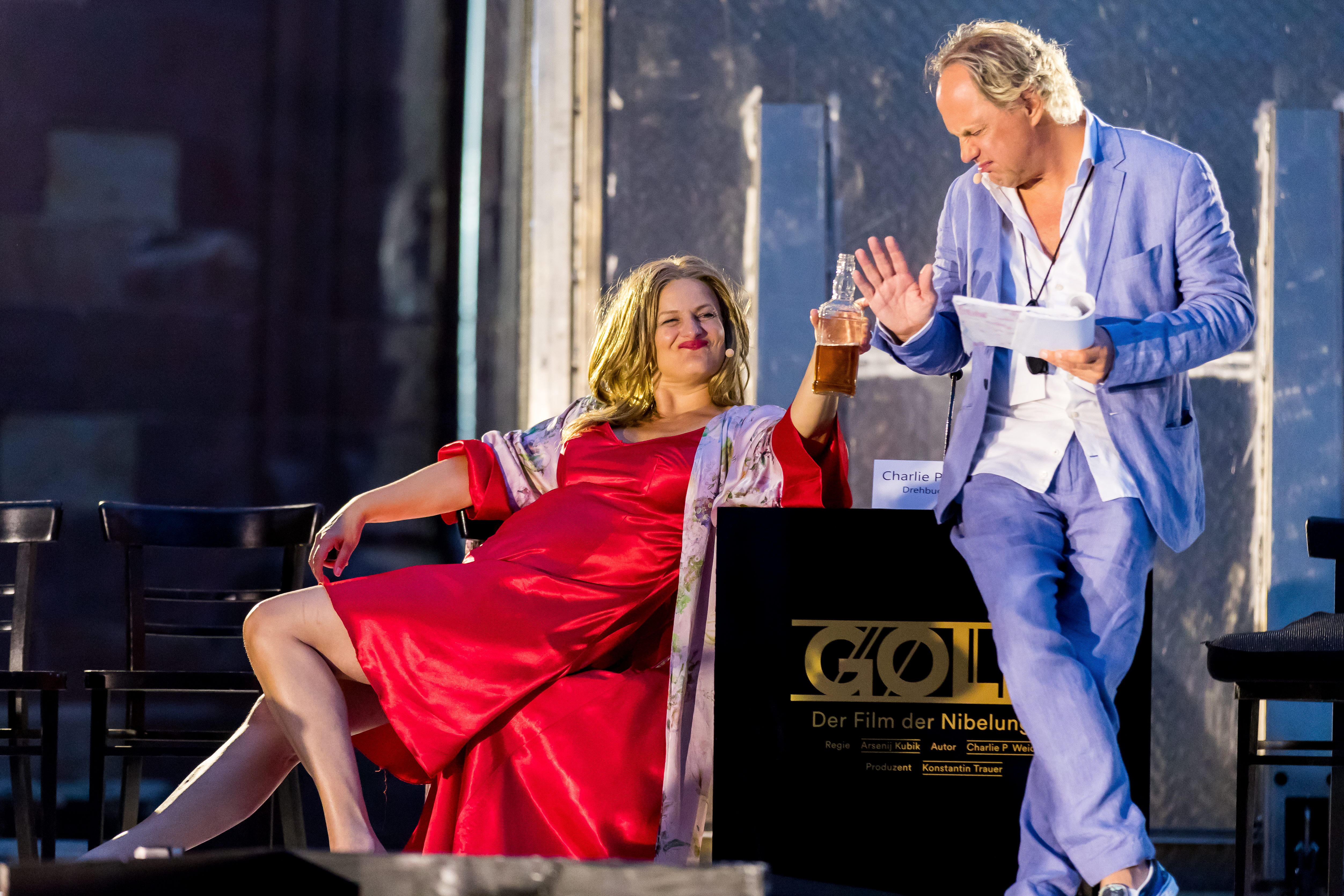
„GOLD. Der Film der Nibelungen“ Nibelungenfestspiele in Worms 2016

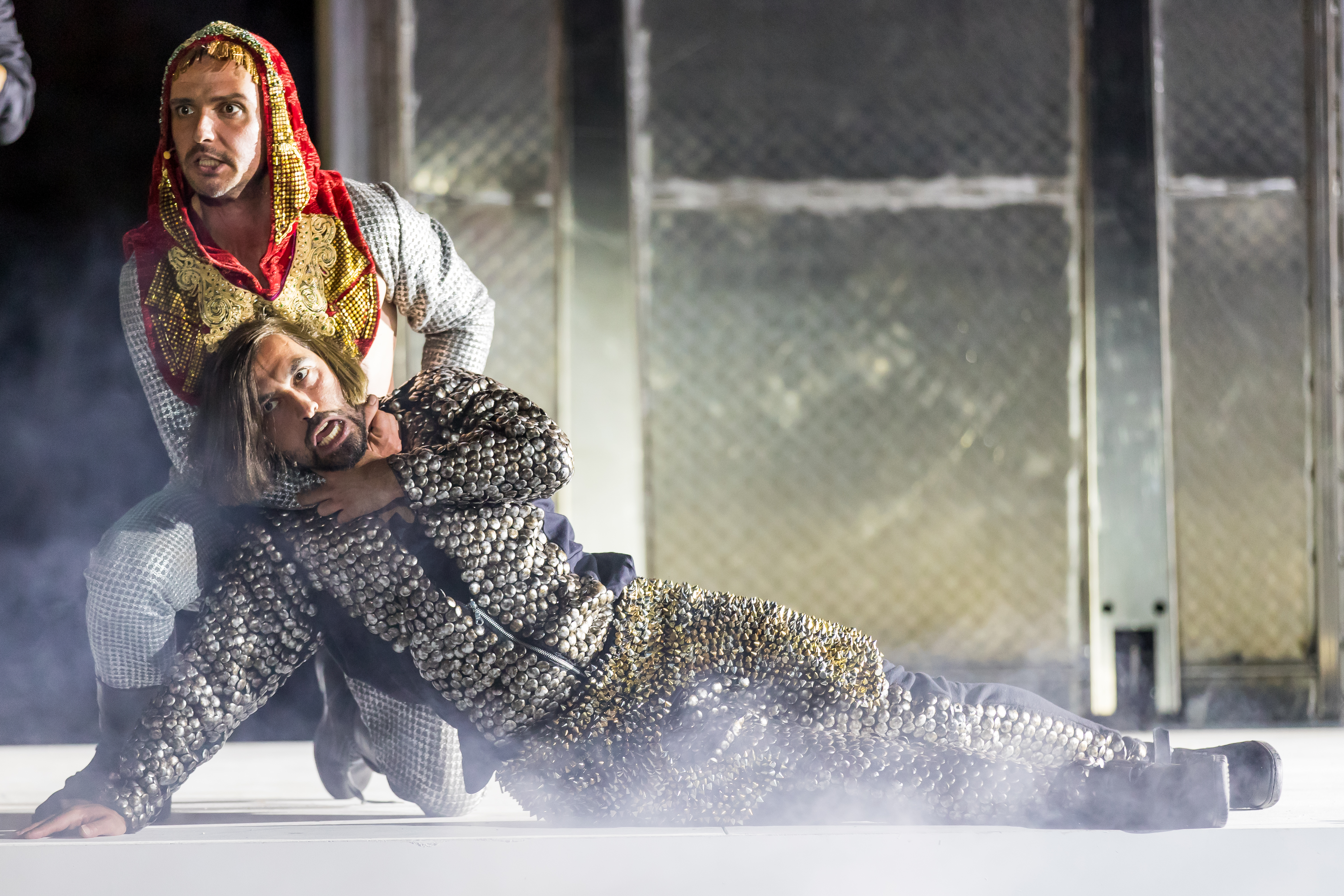
„GOLD. Der Film der Nibelungen“ Nibelungenfestspiele in Worms 2016

| Zeitraum:                             | 15. Juli bis 31. Juli 2016      |
| Bilder der Aufführung:                | Nibelungenfestspiele Worms 2016 |

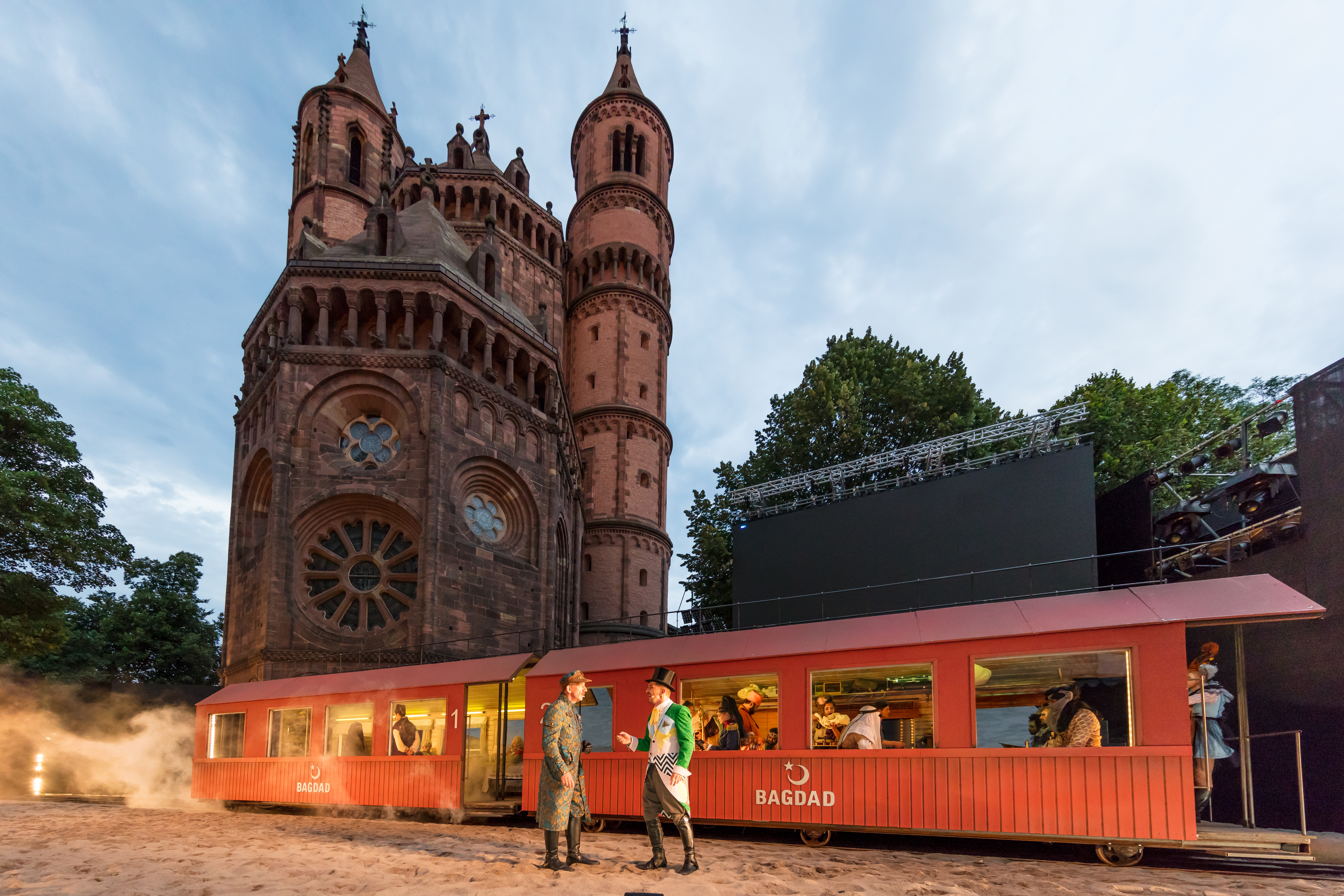
GLUT. Siegfried von Arabien

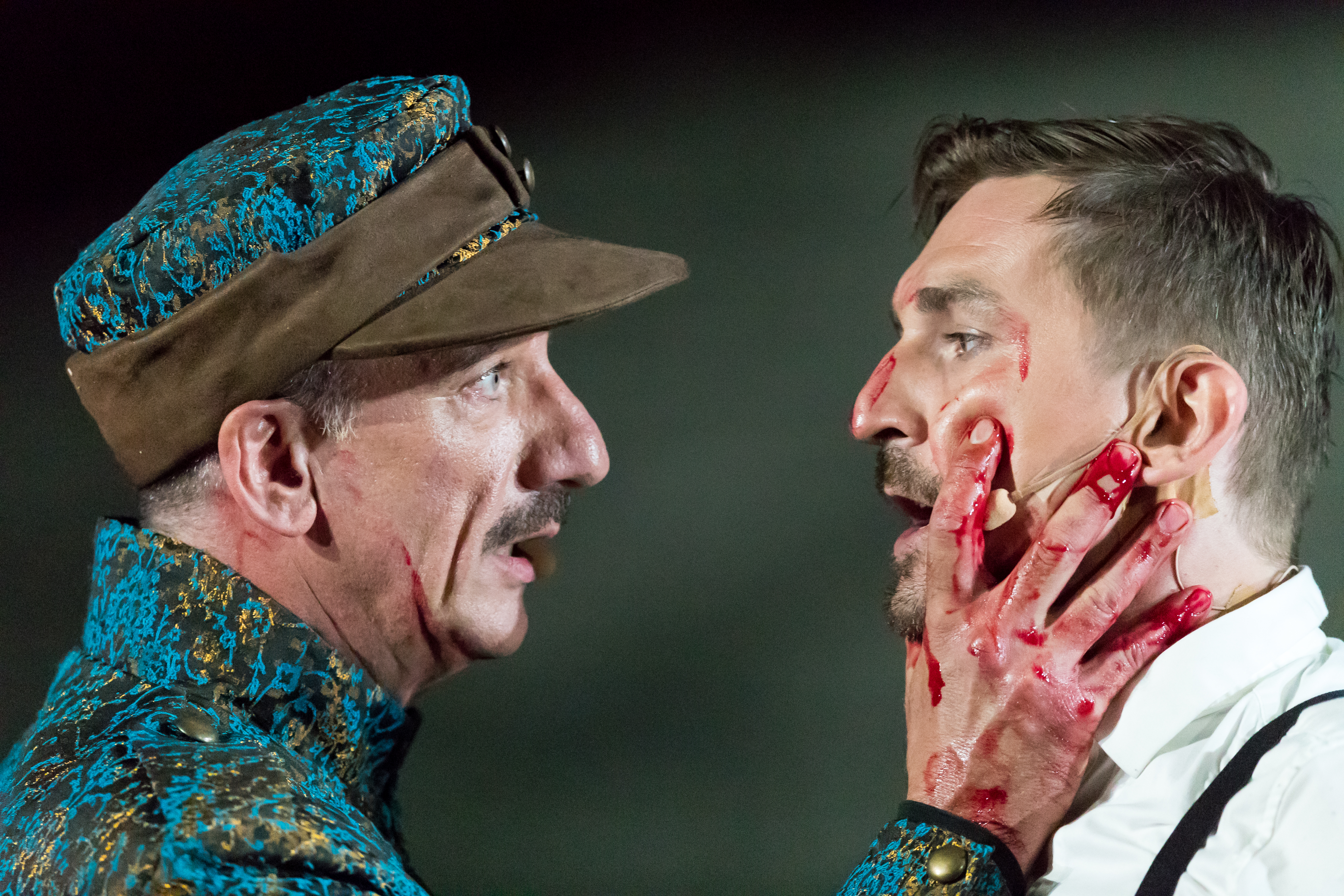
Heio von Stetten als Hauptmann Klein (Hagen, links) & Till Wonka als Leutnant Stern (Siegfried, rechts)

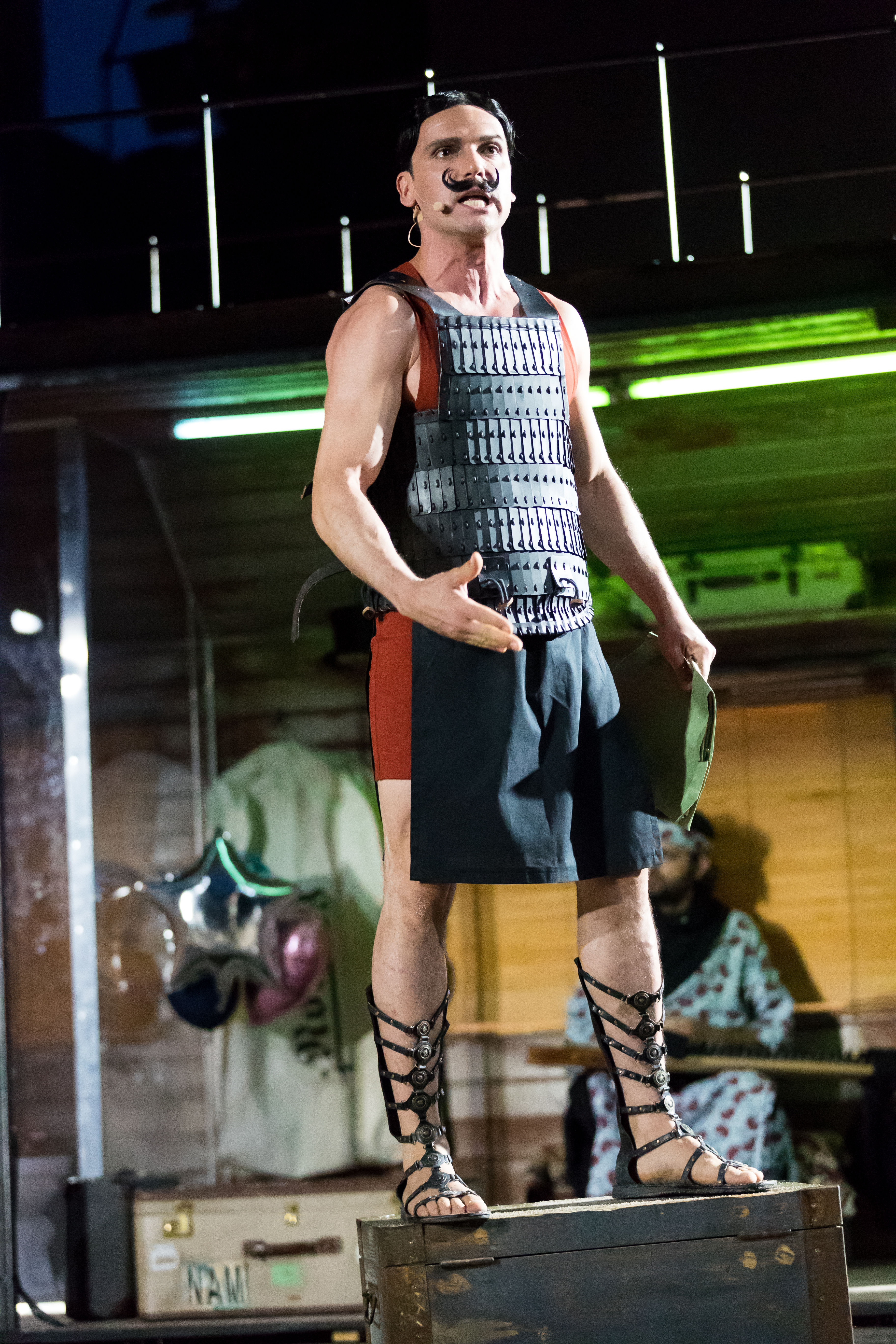
Sascha Göpel als Wotan (Leutnant v. Habicht)

### 2017: Uraufführung: „GLUT. Siegfried von Arabien“
| Regie:                             | Nuran David Calis                               |
| Autor:                             | Albert Ostermaier                               |
| Intendant:                         | Nico Hofmann                                    |
| Dramaturgie:                       | Thomas Laue                                     |
| Buehne:                            | Irina Schicketanz                               |
| Kostueme:                          | Amelie von Buelow und Carina von Buelow-Conradi |
| Musik:                             | Vivan und Ketan Bhatti                          |
| Licht:                             | Kevin Sock                                      |
| Video:                             | Geraldine Laprell                               |
| Live-Kamera:                       | Tim Kuhr                                        |
| Ensemble:                          |                                                 |
| Hautptmann Klein (Hagen):          | Heio von Stetten                                |
| Lady Adler:                        | Valerie Koch                                    |
| Lord Lawrence Hawk:                | Waldemar Kobus                                  |
| Monsieur Vulture, genannt Rimbaud: | David Bennent                                   |
| Enver Sahin, Polizeichef:          | Oscar Ortega Sánchez                            |
| Mehmet, Zugschaffner:              | Georgios Tsivanoglou                            |
| Prinz Igor:                        | Ismail Deniz                                    |
| Leutnant Stern (Siegfried):        | Till Wonka                                      |
| Brünhild:                          | Alexandra Kamp                                  |
| Walküre:                           | Nadja Michael                                   |
| Alberich (Leutnant Rabe):          | Oliver Möller                                   |
| Wotan (Leutnant v. Habicht):       | Sascha Göpel                                    |
| Scheich Omar (Etzel):              | Mehmet Kurtuluş                                 |
| Gräfin Falke (Kriemhild):          | Dennenesch Zoudé                                |
| Faisal, deren Sohn:                | Cem Lukas Yeginer                               |
| Musik:                             |                                                 |
| Tenor/Kanun:                       | Bassem Alkhouri                                 |
| Tuba:                              | Matthew Bookert                                 |
| Percussion:                        | Michael Fischer                                 |
| Horn:                              | Leo Gmelch                                      |
| Geike/Kabak-Kemane:                | Güldeste Mamac                                  |
| Bassklarinette/Duduk:              | Milian Vogel                                    |
| Viola:                             | Miguel Ercolino                                 |
| Kontrabass:                        | Rebecca Mauch                                   |
| Ort:                               | Freiluftbuehne vor dem Kaiserdom Worms          |
| Zeitraum:                          | 4. August bis 20. August 2017                   |
| Bilder der Aufführung:             | Nibelungenfestspiele Worms 2017                 |

### 2018: Uraufführung „Siegfrieds Erben“
| Intendanz:                                                          | Nico Hofmann                                                                                |
| Regie:                                                              | Roger Vontobel                                                                              |
| Autoren:                                                            | Feridun Zaimoglu und Günter Senkel                                                          |
| König Siegmund:                                                     | Bruno Cathomas                                                                              |
| Dietrich von Bern:                                                  | Felix Rech bzw. bei der Fotoprobe aufgrund von Krankheit durch Daniel Lommatzsch vertreten. |
| Siegfrieds Sohn:                                                    | Jimi Blue Ochsenknecht                                                                      |
| Hunnenkönig Etzel:                                                  | Jürgen Prochnow                                                                             |
| Königin Sieglinde:                                                  | Karin Pfammatter                                                                            |
| Swanhild, Tochter von Siegfried und Kriemhild:                      | Linn Reusse                                                                                 |
| Burkhardt, Sohn von Brunhild:                                       | Max Mayer                                                                                   |
| Hildebrand / Diener:                                                | Michael Ransburg                                                                            |
| Priester:                                                           | Miguel Abrantes Ostrowski                                                                   |
| Schamanin:                                                          | Pheline Roggan                                                                              |
| Burgherrin Brunhild:                                                | Ursula Strauss (Mario-Adorf-Preisträgerin 2018)[13]                                         |
| Königsmutter Ute:                                                   | Wolfgang Pregler                                                                            |
| Hunnen:                                                             | Jonas Herkenhoff, Winfried Köller                                                           |
| Geige:                                                              | Biliana Voutchkova                                                                          |
| Unter- und Obertongesang, Mongolische Pferdekopfgeige „Morin hoor“: | Enkhjargal Dandarvaanchig                                                                   |
| Kontrabass:                                                         | Derek Shirley                                                                               |
| Akustik-Gitarre:                                                    | Keith O’ Brien                                                                              |
| Cello:                                                              | Matthias Herrmann                                                                           |
| Geige:                                                              | Miako Klein                                                                                 |
| Bratsche:                                                           | Yodfat Miron                                                                                |
| Ort:                                                                | Freiluftbuehne vor dem Kaiserdom Worms                                                      |
| Zeitraum:                                                           | 20. Juli bis 5. August 2018                                                                 |
| Bilder der Aufführung:                                              | Nibelungenfestspiele Worms 2018                                                             |

### 2019: Uraufführung: „Überwältigung“
| Regie:                     | Lilja Rupprecht                                  |
| Autor:                     | Thomas Melle                                     |
| Intendant:                 | Nico Hofmann                                     |
| Ensemble:                  |                                                  |
| Hagen:                     | Klaus Maria Brandauer                            |
| Ortlieb:                   | Lisa Hrdina (Mario-Adorf-Preisträgerin 2019)[14] |
| Brünhild:                  | Inga Busch                                       |
| Frigga:                    | Winfried Küppers                                 |
| Siegfried:                 | Alexander Simon                                  |
| Kriemhild:                 | Kathleen Morgeneyer                              |
| Spielmann:                 | Edgar Eckert                                     |
| Gunther:                   | Moritz Grove                                     |
| Gernot:                    | Boris Aljinovic                                  |
| Ute:                       | Andreas Leupold                                  |
| Gesang:                    |                                                  |
| Sopran:                    | Angela Braun, Melissa Wedekind                   |
| Mezzosopran:               | Sarah Téry                                       |
| Tenor:                     | Steffen Kruse                                    |
| Bariton:                   | Frieder Flesch                                   |
| Musik:                     |                                                  |
| Synthesizer:               | Friederike Bernhardt                             |
| Bass / Tuba:               | Philipp Rohmer                                   |
| Team:                      |                                                  |
| Bühne:                     | Anne Ehrlich                                     |
| Kostüm:                    | Annelies Vanlaere                                |
| Videokunst:                | Tilo Baumgärtel                                  |
| Videodesign & Live-Kamera: | Moritz Grewenig                                  |
| Musik & Komposition:       | Friederike Bernhardt                             |
| Chorleitung:               | Christine Gross                                  |
| Licht:                     | Hartmut Litzinger, Jürgen Kapitein               |
| Dramaturgie:               | Thomas Laue                                      |
| Ort:                       | Freiluftbuehne vor dem Kaiserdom Worms           |
| Zeitraum:                  | 12. Juli bis 28. Juli 2019                       |
| Bilder der Aufführung:     | Nibelungenfestspiele Worms 2019                  |

### 2021: Uraufführung: „Luther“
| Regie:                                              | Ildikó Gáspár                                         |
| Autor:                                              | Lukas Bärfuss                                         |
| Intendant:                                          | Nico Hofmann                                          |
| Ensemble:                                           |                                                       |
| Elisabeth, Prinzessin von Dänemark                  | Julischka Eichel                                      |
| Joachim, Kurfürst von Brandenburg                   | Jan Thümer                                            |
| Albrecht, sein Bruder, später Bischof               | Jürgen Tarrach                                        |
|                                                     | Veronika Szabó                                        |
| Winfried, ein Kammerdiener                          | Barnabás Horkay                                       |
| Joachim Hector, Joachims und Elisabeths Sohn        | Johannes Klaußner                                     |
| Lindenberg, ein Raubritter, Ein Büttel              | Anna Szandtner                                        |
| Papst Leo X.                                        | Sunnyi Melles                                         |
| Cajetan, päpstlicher Legat                          | Matthias Neukirch                                     |
| Ein Tierpfleger beim Papst, Ein Büttel              | Máté Borsi-Balogh                                     |
| Friedrich, Kurfürst von Sachsen                     | Barbara Colceriu (Mario-Adorf-Preisträgerin 2021)[15] |
| Spalatin, sein Spindoctor                           | Iringó Réti                                           |
| Ratzenberger, ein Arzt und Bekannter Luthers        | Konstantin Bühler                                     |
| Buchhalter bei Friedrich, französischer Botschafter | Ervin Pálfi                                           |
| Katharina, eine Bürgerliche                         | Katrija Lehmann                                       |
| Sängerin / Musikerin                                | Flora Lili Matisz                                     |
| Team:                                               |                                                       |
| Bühne und Kostüm:                                   | Lili Izsák                                            |
| Komposition                                         | Tamás Matkó                                           |
| Videodesign                                         | András Juhász                                         |
| Lichtdesign                                         | Tamás Bányai                                          |
| Choreographie                                       | Barnabás Horkay                                       |
| Dramaturgie:                                        | Thomas Laue                                           |
| Ort:                                                | Freiluftbuehne vor dem Kaiserdom Worms                |
| Zeitraum:                                           | 16. Juli bis 1. August 2021                           |

### 2022: Uraufführung: „hildensaga. ein königinnendrama“
| Regie:                 | Roger Vontobel                             |
| Autor:                 | Ferdinand Schmalz                          |
| Künstlerischer Leiter: | Thomas Laue                                |
| Intendant:             | Nico Hofmann                               |
| Ensemble:              |                                            |
| Hagen:                 | Heiko Raulin                               |
| Brünhild:              | Genija Rykova                              |
| Siegfried:             | Felix Rech                                 |
| Kriemhild:             | Gina Haller                                |
| Gernot:                | Nicolas Frederick-Djuren                   |
| Giselher:              | Joshua Seelenbinder                        |
| Wotan:                 | Werner Wölbern                             |
| Gunter:                | Franz Pätzold                              |
| Gesang:                |                                            |
| Norne Vergangenheit:   | Susanne-Marie Wrage                        |
| Norne Gegenwart:       | Sonja Beißwenger                           |
| Norne Zukunft:         | Lia von Blarer                             |
| Musik:                 |                                            |
| Saxophon:              | Mia Dyberg, Anna Tsombanis, Inga Rothammel |
| Gitarre:               | Keith O‘Brien                              |
| Bass:                  | Jan-Sebastian Weichsel                     |
| Schlagzeug:            | Manuel Loos                                |
| Team:                  |                                            |
| Bühnenbild:            | Palle Steen Christensen                    |
| Kostümbild:            | Ellen Hofmann                              |
| Video:                 | Clemens Walter                             |
| Licht:                 | Ulrik Gad                                  |
| Musik:                 | Keith O’Brien, Matthias Herrmann           |
| Ton:                   | Marius Feth (Mario-Adorf-Preis 2022)[16]   |
| Ort:                   | Freiluftbuehne vor dem Kaiserdom Worms     |
| Zeitraum:              | 15. Juli bis 31. Juli 2022                 |
| Bilder der Aufführung: | Nibelungenfestspiele Worms 2022            |

### 2023: Uraufführung: BRYNHILD

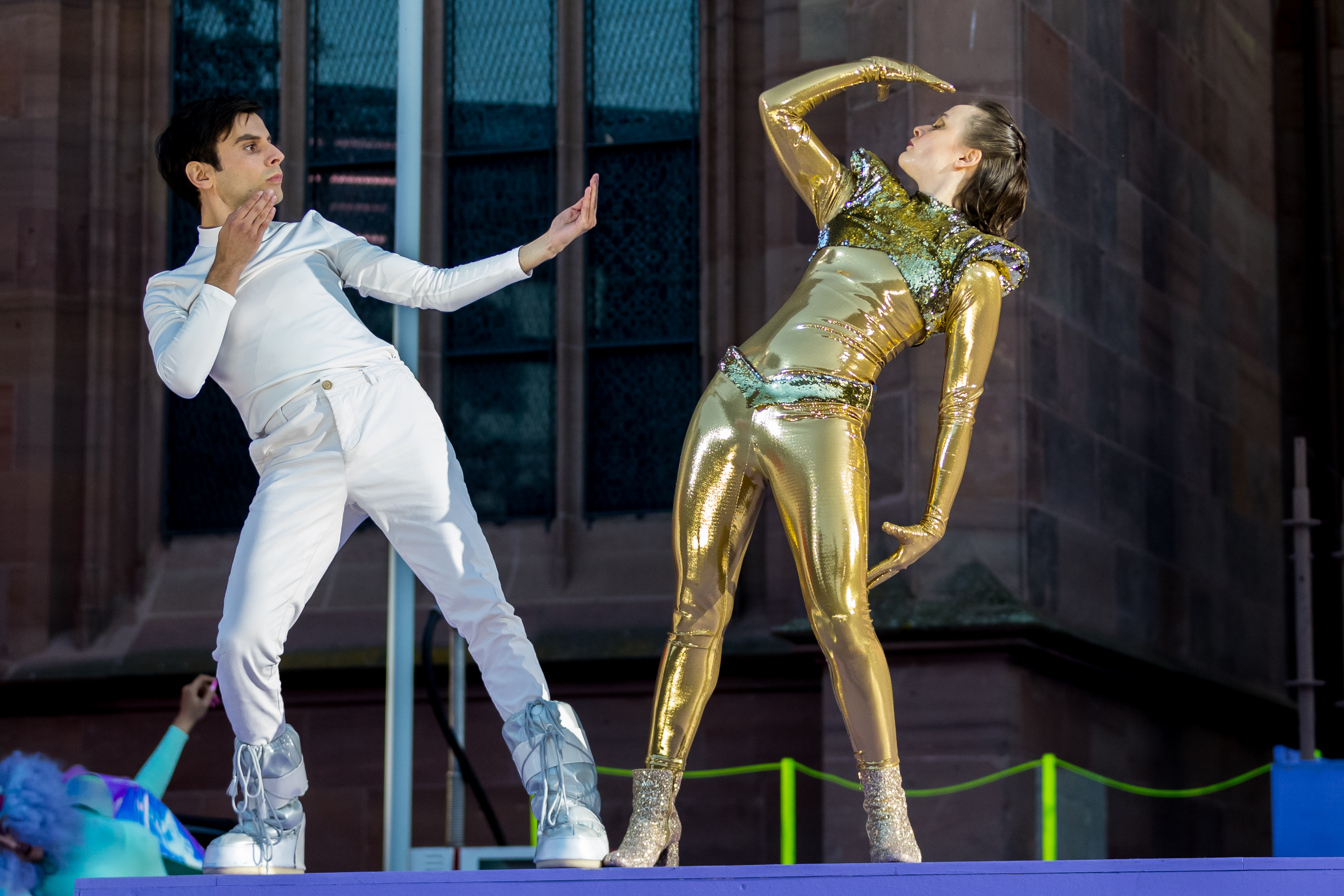
Bekim Latifi als Sigurd und Lena Urzendowsky als Brynhild (v. l. n. r.)

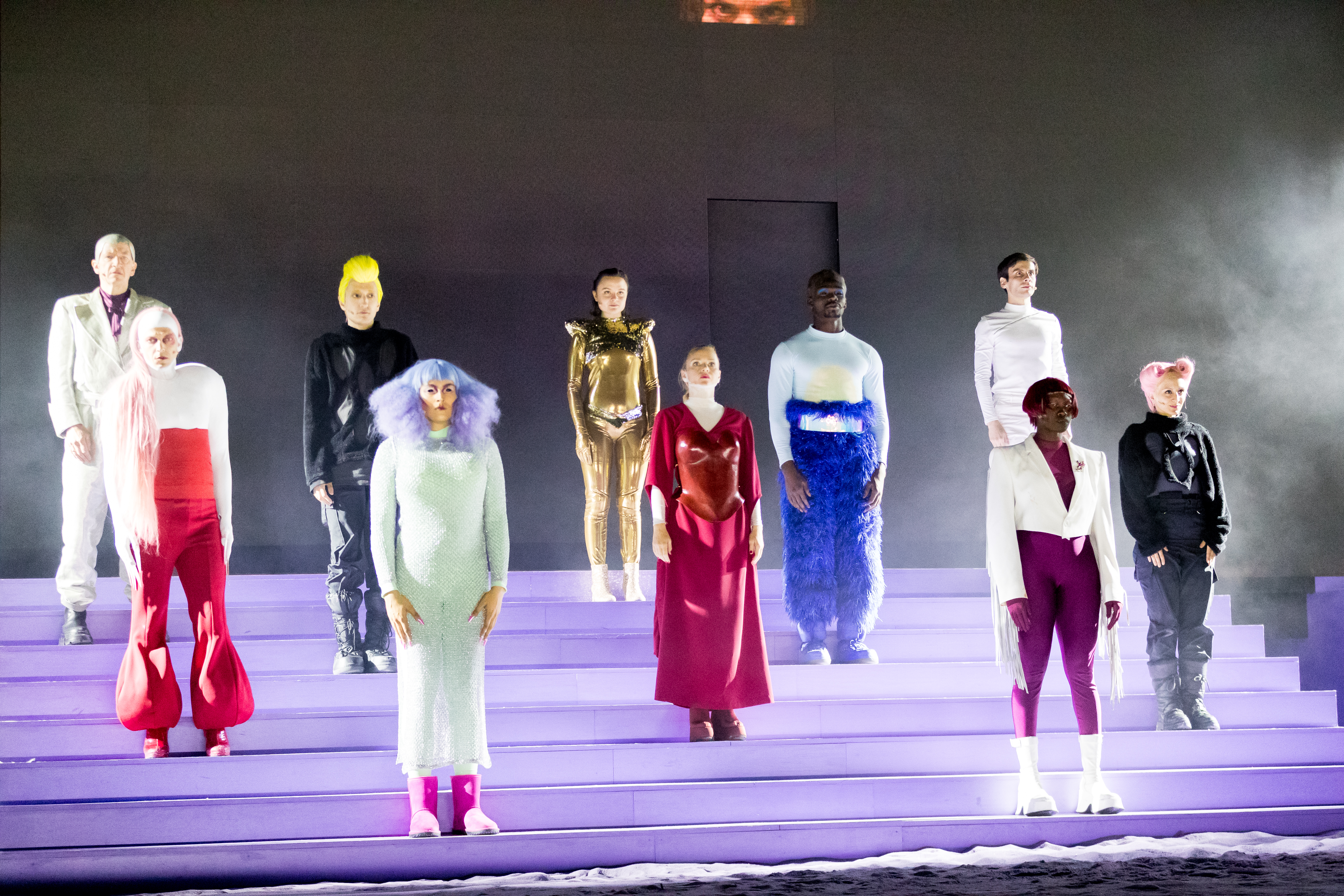

| Regie:                       | Pınar Karabulut                        |
| Autorin:                     | Maria Milisavljević                    |
| Künstlerischer Leiter:       | Thomas Laue                            |
| Intendant:                   | Nico Hofmann                           |
| Ensemble:                    |                                        |
| Brynhild:                    | Lena Urzendowsky                       |
| Odin:                        | Bless Amada                            |
| Frigga:                      | Parisa Madani                          |
| Reginn:                      | Jens Albinus                           |
| Sigurd:                      | Bekim Latifi                           |
| Helgi:                       | Şafak Şengül                           |
| Isung:                       | Alexander Angeletta                    |
| Kriemhild:                   | Laina Schwarz                          |
| Gunnar:                      | Simon Kirsch                           |
| Hagen:                       | Ruby Commey                            |
| Special Guest im Film:       |                                        |
| Fafnir:                      | Ralf Moeller                           |
| Musiker:                     |                                        |
| Daniel Murena, Martin Tagar, | Oliver Bersin                          |
| Live-Kamera:                 |                                        |
| Máté Bredán, Kate Ledina     |                                        |
| Team:                        |                                        |
| Bühnenbild:                  | Michela Flück                          |
| Kostümbild:                  | Teresa Vergho                          |
| Videodesign:                 | Susanne Steinmassl                     |
| Licht:                       | Bernd Purkrabek                        |
| Ort:                         | Freiluftbuehne vor dem Kaiserdom Worms |
| Zeitraum:                    | 7. Juli bis 23. Juli 2023              |
| Bilder der Aufführung:       | Nibelungenfestspiele Worms 2023        |